# Mauro Caballero
Mauro Antonio Caballero López, mais conhecido como Mauro Caballero (Fernando de la Mora, 3 de maio de 1972), é um treinador e ex-futebolista paraguaio que atuava como atacante.

## Carreira
Mauro Caballero representou a Seleção Paraguaia de Futebol nas Olimpíadas de 1992.